# Томмазо Бальданці
Томмазо Бальданці (італ. Tommaso Baldanzi; нар. 23 березня 2003, Поджібонсі) — італійський футболіст, атакувальний півзахисник клубу «Рома».

## Клубна кар'єра
Томмазо Бальданці є вихованцем «Кастельфйорентіно» та «Емполі». За останніх 28 жовтня 2020 року дебютував на дорослому рівні у матчі кубка Італії в матчі проти «Беневенто» (4:2), вийшовши на заміну на 76 хвилині замість Недіма Байрамі. 21 травня 2022 року Бальданці дебютував у Серії A в матчі проти «Аталанти» (1:0), вийшовши на заміну на 74 хвилині замість Патріка Кутроне.

## Кар'єра у збірній
Бальданці представляв Італію на міжнародному рівні у юнацьких збірних до 17, до 18, і до 19 років. За збірну до 19 років дебютував 2 вересня 2021 року у товариському матчі проти Англії (0:2), замінивши на 73 хвилині Вілфріда Ньйонто. З командою пробився на юнацький чемпіонат Європи 2022 року у Словаччині, де зіграв у трьох іграх і забив перший гол своєї команди на турнірі проти Румунії (2:1), дійшовши з командою до півфіналу.
У травні 2023 року він був включений до складу збірної Італії, яка брала участь у Чемпіонаті світу з футболу U-20 в Аргентині.